# Modlitwa do św. Michała Archanioła

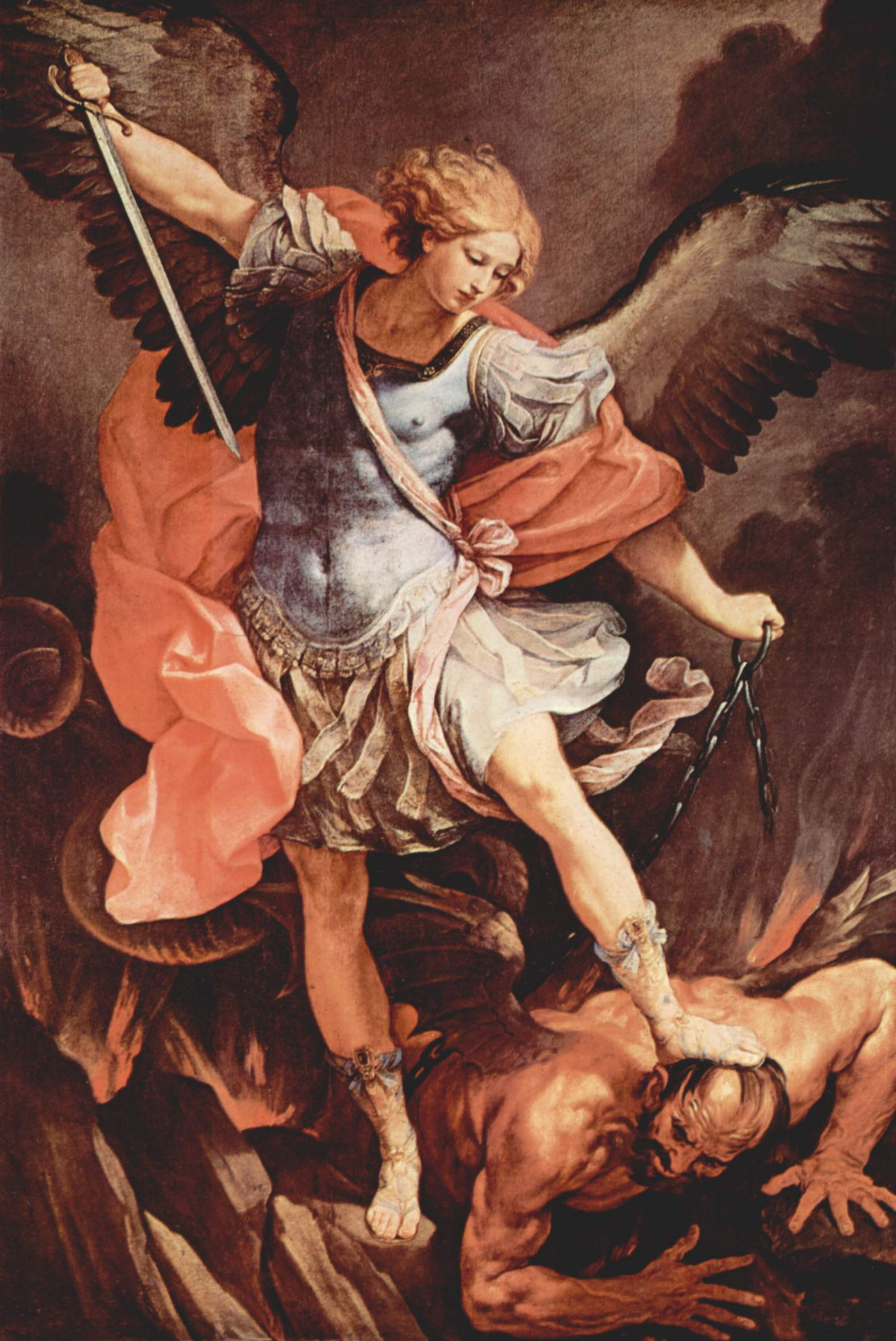
Archanioł Michał, Guido Reni, Santa Maria della Concezione, Rzym, 1636

Modlitwa o uwolnienie skierowana do św. Michała Archanioła – modlitwa ułożona przez papieża Leona XIII w 1886 roku i rozesłana do wszystkich biskupów, aby była odmawiana po mszy świętej wraz z trzema Zdrowaś Maryjo i antyfoną Salve Regina.
Modlitwa nie jest egzorcyzmem prywatnym ani egzorcyzmem uroczystym, ponieważ nie zawiera formuł wyklinających, egzorcystycznych, skierowanych do złego ducha. Ponieważ zawiera błagania, jest modlitwą o uwolnienie.

## Słowa modlitwy
| Łacina | Polski |
| --- | --- |
| Sancte Michael Archangele, defende nos in proelio; contra nequitiam et insidias diaboli esto praesidium. Imperet illi Deus, supplices deprecamur: tuque, Princeps militiae Caelestis, satanam aliosque spiritus malignos, qui ad perditionem animarum pervagantur in mundo, divina virtute in infernum detrude. Amen. | Święty Michale Archaniele, wspomagaj nas w walce, a przeciw niegodziwości i zasadzkom złego ducha bądź naszą obroną. Oby go Bóg pogromić raczył, pokornie o to prosimy, a Ty, Wodzu niebieskich zastępów, szatana i inne duchy złe, które na zgubę dusz ludzkich po tym świecie krążą, mocą Bożą strąć do piekła. Amen. |